# Ernst Göhner
Ernst Göhner (* 28. Februar 1900 in Zürich; † 24. November 1971 in Risch) war ein Schweizer Bauunternehmer und Unternehmer, wohnhaft auf Gut Aabach in Risch, Kanton Zug.

## Leben
Ernst G. Göhner war Sohn des Schreinermeisters Gottlieb Göhner (* 1863 in Untergruppenbach bei Heilbronn; † 1920 in Zürich) und der Anna Margarethe Göhner-Schwenninger (1868–1940). Nach dem frühen Tod des Vaters, welcher um die Jahrhundertwende erste Wohnhäuser gebaut hatte (z. B. Gebäudekomplex Hammerstrasse 38–46 in Zürich), übernahm Ernst Göhner im Alter von 20 Jahren als zweitjüngstes von sechs Kindern den im Jahre 1890 gegründeten väterlichen Familienbetrieb im Zürcher Seefeld. Alle Familienmitglieder, seine Geschwister, Schwager und deren Kinder bzw. Enkel von Gottlieb Göhner, beteiligten sich in der Folge am Aufbau des Betriebs. Bereits im Jahr 1922 verwirklichte auch Ernst Göhner erste Bauvorhaben und diese Bautätigkeit wurde zur Grundlage für den Ausbau des Unternehmens.
In der Folge kaufte er 1932 eine weitere Tür- und Fensterfabrik (TUFA AG, später EGO Werke und heutige EgoKiefer AG) und verlegte sich auf die Produktion der ersten Normfenster und später von Häusern in Elementbauweise. Die Umsetzung der industriellen Fertigung in den Unternehmen verantwortete während über 40 Jahren als Mitglied des Verwaltungsrates und der Geschäftsleitung sein Schwager, Viktor Kühnlein-Göhner. Dieser übernahm als CEO ebenfalls die Industrialisierung der TUFA AG bzw. EGO-Werke. In den 30er Jahren entwickelte Göhner die Herstellung von Mosaikparkett zur Serienreife und gründete 1944 die Bauwerk Parkett AG, welche später von Paul Göhner, einem Enkel von Gottlieb Göhner, geleitet wurde.
1925 heiratete Ernst Göhner Amelia Burkhard (geb. Azzoli aus Mantova, Italien), mit welcher er bis zu ihrem Tod am 21. Januar 1968 verheiratet war. Vom 8. Dezember 1968 bis zu seinem Tod am 24. November 1971 war er mit Silvia Göhner-Fricsay, geborene Valeanu (* 1. Januar 1913 in Budapest; † 21. Januar 2003 in der Schweiz), der Witwe des Dirigenten Ferenc Fricsay und geschiedene Schwägerin des Skifahrers Horst Scheeser, verheiratet.
Seine Unternehmen wurden zu einem grossen Baukonzern und spezialisierten sich auf die Errichtung von Grossüberbauungen (Trabantenstädten) in Elementbau bzw. Plattenbauweise. Die Ernst Göhner AG übernahm bei diesen Bauten alles, vom Grundstückskauf bis zur Vermarktung der Wohnungen. Mehrere Gemeinden in der Agglomeration Zürich (u. a. Adlikon bei Regensdorf, Greifensee ZH und Volketswil) verdoppelten mit solchen Überbauungen in den 1960er Jahren ihre Einwohnerzahl.
Seine Generalunternehmung, die Ernst Göhner AG, ist nach mehreren Fusionen (Merkur, Zschokke) Bestandteil des heute grössten Schweizer Baukonzerns Implenia.
Zwecks Risikoverteilung baute Ernst Göhner bereits zu Lebzeiten diverse weitere nationale und internationale Beteiligungen auf, darunter im Jahr 1967/1969 eine 40-Prozent-Beteiligung am Logistik- und Speditionsunternehmen Panalpina sowie an weiteren Gesellschaften in den USA. Panalpina Welttransport AG besass damals rund 50 Beteiligungsfirmen in 20 Ländern und mit rund 5000 Mitarbeitern ein weltumspannendes Netz für Transportleistungen. Unter den umsatzstärksten Unternehmen der Schweiz belegte Panalpina den Rang 14 (Jahr 1974).
Sodann besass er 49 Prozent an der Alpina-Reederei AG in Basel, welche in der Hochseeschifffahrt mit eigenen Schiffen tätig war. Gemeinsam mit Gottlieb Duttweiler – seinem engsten Freund – gründete er die Reederei Zürich AG. Auch politisch stand er Gottlieb Duttweiler und weiteren Vertretern des Landesring der Unabhängigen nahe, mitunter war er der sozialen Marktwirtschaft verpflichtet. Er portierte im Jahr 1935 mehrere erfolgreiche Unternehmer als Nationalratskandidaten für den Landesring, welche auch auf Anhieb gewählt wurden, so u. a. Balz Zimmermann, den Gründer der Fluggesellschaft Balair, welche mit der Swissair 1931 fusioniert hatte.
Bereits in den 1930er Jahren begann er mit der Fabrikation und Montage von Autokarosserien für die Marke DKW der Chemnitzer Auto Union AG und seine Firma Holka übernahm deren Generalvertretung in der Schweiz. Nach dem Zweiten Weltkrieg investierte Ernst Göhner am 9. Juli 1951 in eine 45-Prozent-Beteiligung an der in Ingolstadt neu gegründeten Auto Union GmbH (seit 1985: Audi AG), welche Mitte der 1950er Jahre bereits rund 14.000 Mitarbeiter beschäftigte. Er war damit grösster Anteilseigner und einer der wichtigsten Geldgeber beim Aufbau der „neuen“ Auto Union in Westdeutschland nach dem Krieg. Vom 1. Dezember 1953 bis zum 6. Mai 1958 war Ernst Göhner Mitglied des Aufsichtsrates der Auto Union. Im Jahr 1958 verkaufte die Göhner-Gruppe ihre zwischenzeitlich auf 41 Prozent reduzierten Auto-Union-Anteile an Daimler-Benz; es kam zu mehreren Beteiligungen an lokalen Mercedes-Benz-Werken und -Niederlassungen.

## Ernst Göhner Stiftung
Da Ernst Göhner die Kontinuität des 1890 von Gottlieb Göhner gegründeten Familienunternehmen bzw. der daraus hervorgegangenen Unternehmungen ungeteilt erhalten wollte sowie damit das von ihm Geschaffene auch in seinem Geiste weitergeführt und ausgebaut werden konnte, errichtete er im Jahre 1957 mit der Zweckbestimmung, einmal seine Universalerbin zu werden, die Familienstiftung Aabach, die 1960 in Stiftung Aaborn und 1969 in Ernst Göhner Stiftung umbenannt wurde und ihre definitiven Satzungen erhielt. Die Familienstiftung diente ihm ab 1957 als Unternehmensholding für seinen weitverzweigten Konzern. Anlässlich der Gründung ordnete er der Familienstiftung als Mittel zur Zweckerfüllung sein Hauptasset, d. h. sämtliche Aktien der Ernst Göhner AG zu (Stiftung und testamentarische Zustiftung des Familienunternehmens).
Im Jahr 1960 leisteten alle Erbberechtigten von Ernst Göhner – die Ehefrau Amelia Göhner sowie seine Geschwister – Erbverzichtsverträge zugunsten der nunmehr gemischten Familienstiftung und ihrer Zwecksetzung als Universalerbin. Dies erfolgte auch unter der Zielsetzung, eine unternehmerisch optimale und verantwortungsvolle Nachfolgelösung für den Konzern zu treffen und um die Arbeitsplätze zu erhalten. Das Kollektiv der Stiftung, bestehend aus Destinatären, Verwaltungsräten und Direktoren der Ernst Göhner AG, sollte nach dem Hinschied des Stifters an die Stelle von Ernst Göhner treten und «in seinem Geiste» das Lebenswerk erhalten und weiterführen. Er brachte fast das gesamte Vermögen bereits zu Lebzeiten in die unternehmerisch, sozial zugunsten seiner Angestellten und Arbeiter, gemeinnützig sowie als Familienstiftung wirkende Ernst Göhner Stiftung ein.
Im Jahr 1971 – kurz vor dem Tod Ernst Göhners – verkaufte die Stiftung einen Teil der Unternehmungen an die Elektrowatt – Elektrische und Industrielle Unternehmungen, Zürich. Es waren dies die Gesellschaften: Ernst Göhner AG, EGO Werke AG, Bauwerk AG (an welcher seit 2009 erneut eine Beteiligung besteht), Teppichfabrik Ennenda AG und die Ibus-Bartels-Werke in Deutschland. Die restlichen Beteiligungen (Panalpina, Mercedes-Benz-Beteiligungen, Reedereien etc.) sowie der Immobilienbesitz verblieben in der damals vielleicht grössten Stiftung der Schweiz, womit Ernst Göhner für den weiteren Ausbau nach seinem Tod die Weichen noch selbst richtig stellte. Der Sitz der Stiftung ist heute in Zug.
Die am 1. Februar 1972 beschlossene Satzungsänderung sah zunächst – im Sinne eines formellen Stiftungszweckes – eine nach explizit unternehmerischen und wirtschaftlichen Gesichtspunkten geführte, organisierte und verwaltete Stiftung vor (Corporate Governance Vorschrift). Die unternehmerische Verantwortung bzw. die Bestellung der Führungsgremien durfte damit nicht mehr wie bis anhin mehrheitlich in einer Familiennachfolge liegen, sondern muss gemäss dem Stiftungszweck nach den für Unternehmen dieser Grössenordnung in der Wirtschaft üblichen Gesichtspunkten und Governanceaspekten wahrgenommen werden. Die Ernst Göhner Stiftung ist vermutlich die einzige Stiftung der Schweiz, welche derart klare unternehmerische Governancekriterien im eigentlichen Zweckartikel zwingend vorschreibt. Daher wird die Ernst Göhner Stiftung seither in der Rechtsliteratur als exemplarisches Beispiel der Verbindung einer Unternehmensstiftung mit einer Familienstiftung betrachtet.
Ein besonderes Anliegen war Ernst Göhner darüber hinaus die soziale Verantwortung der Stiftung gegenüber den Belegschaften und Pensionären, was sich im Stiftungszweck und den damit verbundenen Zuwendungen zur sozialen Sicherung ausdrücken sollte. In Übereinstimmung zu den Ideen seines Freundes Gottlieb Duttweiler bei der Migros (Migros-Kulturprozent zur Förderung sozialer und kultureller Aufgaben) sollen auch seine Unternehmen über seine Stiftung ihre Verantwortung gemäss dem Gedankengut der sozialen Marktwirtschaft übernehmen.
Die Leistungen für gemeinnützige Zwecke, welche durch Ernst Göhner über seine Stiftung und seine Unternehmungen jährlich erbracht wurden, waren ebenfalls bedeutend. So erhielten Spitäler, Studentenheime und andere Institutionen, die dem Wohle der Allgemeinheit dienen, bereits zu seinen Lebzeiten und auch heute noch namhafte Zuwendungen.
Damit verfolgt die Ernst Göhner Stiftung gemäss den Definitionen der Rechtslehre neben einem wirtschaftlichen Unternehmensstiftungszweck einen gemeinnützigen Zweck und zwei privatnützige Zwecke, d. h. einen sozialen Zweck zugunsten verdienter Angestellter/Arbeiter und einen Familienstiftungszweck. Die Satzungen entsprechen damit in gewisser Weise dem heute verbreiteten Stakeholder-Ansatz.
Die Ernst Göhner Stiftung war lange Zeit mit rund 43 Prozent an der börsenkotierten Panalpina Welttransport (Holding) AG (PWT) beteiligt. Sie wurde 2019 zur grössten Profiteurin des Verkaufs von Panalpina an die Dänische DSV. Der Wert ihres 10,7-Prozent-Anteils am internationalen Logistikkonzern stieg bis im Frühling 2021 auf 4,25 Milliarden Schweizer Franken. Eine vollständige Tochtergesellschaft der Stiftung, die EGS Beteiligungen AG, ist seit 1988 mit 10 Prozent an der Wasserwerke Zug AG beteiligt, seit 2005 an der FAES AG in Wollerau, seit 2007 mit 40 Prozent am Optoelektronikhersteller CEDES Holding, seit 2009 mit 40 Prozent am Parkettbodenhersteller Bauwerk Parkett, seit 2010 mit 24 Prozent am Büromaterialhersteller Biella und war seit 2012 bis zum 2017 erfolgten Verkauf an die deutsche Zweirad-Einkaufs-Genossenschaft mit 40 Prozent, zuletzt als Mehrheitsaktionär, am marktführenden Schweizer Elektrovelo-Hersteller BikeTec (Marke: Flyer) beteiligt. Beteiligungen werden auch an Huber+Suhner, der liechtensteinischen VP Bank und weiteren Firmen gehalten. Zudem besitzt die Stiftung mehr als 200 Immobilien und Beteiligungen an Immobiliengesellschaften, vorwiegend im Raum Zürich, aber auch im Ausland, die in der Tochtergesellschaft Seewarte Holding AG zusammengefasst sind.

## Film
- Dokumentarfilm über Ernst Göhner: «Ein Beispiel», Condor-Film Zürich, 1970; Regie: Stanislav Bor, Produktion: Heinrich Fueter.